# Astri Knudsen Bech
Astri Knudsen Bech er en norsk håndboldspiller. Hun spillede 103 kampe for Norges håndboldlandshold mellem 1970 og 1977. Hun deltog under VM 1971, 1973 og 1975.